# Juan Carlos Cárdenas Toro
Juan Carlos Cárdenas Toro (ur. 31 maja 1968 w Cartago w departamencie Valle del Cauca) – kolumbijski duchowny rzymskokatolicki, biskup pomocniczy Cali w latach 2015–2020, sekretarz generalny Rady Biskupów Ameryki Łacińskiej (CELAM) w latach 2019–2020, biskup diecezjalny Pasto od 2020.

## Życiorys
Urodził się 31 maja 1968 w Cartago w departamencie Valle del Cauca. Ukończył studia filozoficzne w Narodowym Wyższym Seminarium Chrystusa Kapłana w La Ceja oraz studia teologiczne w Wyższym Seminarium Duchownym w Cartago. Na Papieskim Uniwersytecie Gregoriańskim w Rzymie, uzyskał licencjatat z filozofii. Święcenia prezbiteratu przyjął 6 września 1997.
Po święceniach pełnił następujące funkcję: 1997–1998: wikariusz parafii w Perpetuo Socorro, delegat ds. Duszpasterstwa rodzinnego oraz profesor i kierownik duchowy w Niższym Seminarium w Cartago; 1998–1999: proboszcz parafii Objawienia Pańskiego; 1999–2001: rektor Sanktuarium Divino Ecce Homo w Ricaurte, formator, skarbnik i ojciec duchowy wyższego seminarium w Cartago oraz delegat ds. Komunikacji Społecznej i asesor ds. Cursillos w Cristiandad; 2003–2010: proboszcz parafii św. Mikołaja z Tolentino; 2005–2010: rektor sanktuarium Ecce Homo w Ricaurte; 2005–2007: delegat ds. Nowej Ewangelizacji; 2007–2010: dyrektor ds. Rozwoju społecznego i wspólnotowego Corporación diocesana pro comunidad Christian of Cartago; 2010–2014: zastępca dyrektora Krajowego Sekretariatu Duszpasterstwa Społecznego i koordynator Centrum Duszpasterstwa Ewangelizacji Społecznej Konferencji Episkopatu Kolumbii; 2014–2015: zastępca sekretarza Konferencji Episkopatu Kolumbii.
26 czerwca 2015 papież Franciszek prekonizował go biskupem pomocniczym archidiecezji Cali ze stolicą tytularną Nova. Święcenia biskupie otrzymał 25 lipca 2015 w katedrze Najświętszej Marii Panny z Carmen w Cartago. Udzielił mu ich arcybiskup Ettore Balestrero, nuncjusz apostolski w Kolumbii, w asyście Darío de Jesús Monsalve Mejía, arcybiskupa metropolity Cali, i José Alejandro Castaño Arbeláez, biskupa diecezjalnego Cartago.
15 maja 2019 został wybrany sekretarzem generalnym Rady Biskupów Ameryki Łacińskiej (C.E.L.A.M.). Funkcję tę pełnił do 6 listopada 2020.
1 października 2020 papież Franciszek mianował go biskupem diecezjalnym Pasto. Ingres do katedry św. Ezechiela Moreno, w trakcie którego kanonicznie objął urząd, odbył 21 listopada 2020.